# Daughtry
I Daughtry (pronuncia [ˈdɔːtri]) sono un gruppo musicale alternative rock statunitense, proveniente da McLeansville (Carolina del Nord) e fondata da Chris Daughtry, frontman del gruppo e finalista della quinta stagione di American Idol.

## Storia del gruppo

### Daughtrye inizio del successo (2006-2008)

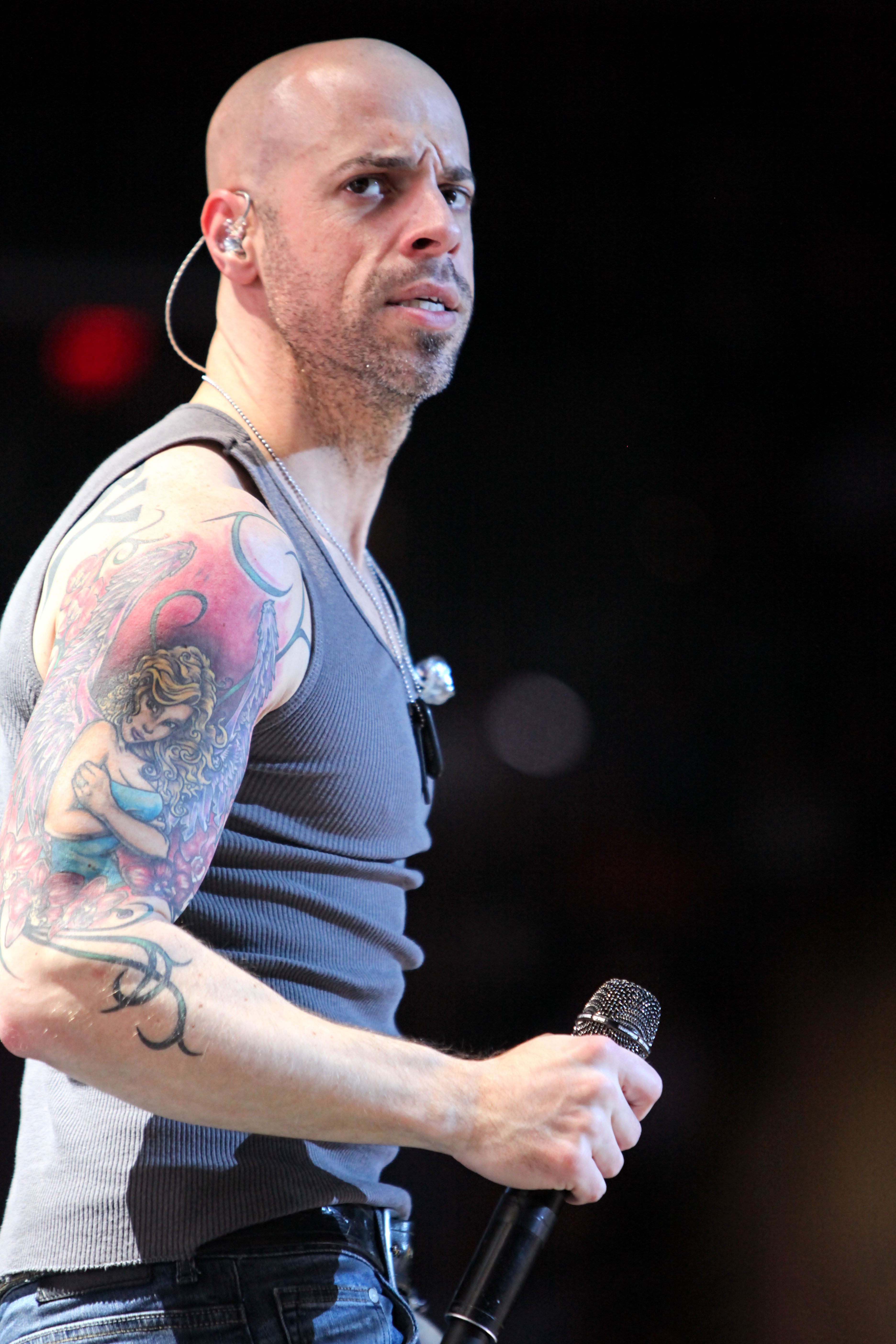
Chris Daughtry, frontman del gruppo

Durante la finale della quinta stagione di American Idol in cui si piazza al quarto posto, Chris Daughtry affermò di voler formare un gruppo, dopo aver rifiutato la proposta dei Fuel di diventare il loro cantante. Il 10 luglio 2006 fu annunciato che Chris Daughtry aveva firmato con la 19 Entertainment e RCA, che avevano contratti già con altri finalisti di American Idol, tra cui Kelly Clarkson e Kellie Pickler. Chris, essendo un compositore, aveva già collaborato con molti altri artisti come Chad Kroeger dei Nickelback, Jason Wade dei Lifehouse, Tyler Connolly dei Theory of a Deadman.
Chris e alcuni membri della Sony, che possiede sia la 19 Entertainment che la RCA, aprirono le audizioni per scegliere i membri della band e scelsero quattro persone: Jeremy Brady, chitarrista; Josh Steely, chitarrista solista; Josh Paul, bassista che aveva suonato anche nei Suicidal Tendencies; Joey Barnes, batterista, che aveva militato nei Suicide Darlings come cantante. Barns e Brady sono del North Carolina, mentre Steely e Paul sono originari della California. Si decise per il nome "Daughtry" per il gruppo, per mantenere la notorietà dovuta al cognome del cantante.
L'album omonimo del gruppo fu prodotto da Howard Benson e venne pubblicato il 21 novembre 2006. L'album fu un successo istantaneo e valse al gruppo numerose hit, partendo dal singolo It's Not Over, che debuttò in radio il 6 dicembre 2006 e raggiunse la posizione numero 4 nella Billboard Hot 100. Poco dopo, Jeremy Brady annunciò l'abbandono della band e venne rimpiazzato con Brian Craddock.
Dopo il successo di It's Not Over, venne pubblicato il secondo singolo, Home, che raggiunse la quinta posizione nella Billboard Hot 100, dopo aver debuttato alla posizione numero 83 La canzone fu usata come sigla iniziale per la sesta stagione di American Idol, dopo un sondaggio su internet, e per la seconda stagione della versione brasiliana del programma, Ídolos Brazil. Il terzo singolo, What I Want, venne pubblicato il 23 aprile 2007 e vedeva Slash alla chitarra solista. Il brano raggiunse la posizione numero 6 nella rock chart e fece parte dei brani scaricabili del gioco Guitar Hero: On Tour per Nintendo DS. Il 24 luglio 2007 venne pubblicato il quarto singolo: Over You. La band suonò la canzone in diretta a Good Morning America il 1º luglio 2007. Crashed, il quinto singolo della band, pubblicato il 10 settembre 2007, venne usato per uno spot dei LEGO Bionicle. Il gruppo suonò la canzone prima della NASCAR NEXTEL Cup Chevy Rock and Roll 400. Il sesto singolo, Feels Like Tonight venne pubblicato l'8 gennaio 2008 e venne usato per il WWE Tribute to the Troops. La canzone There and Back Again venne usata come sigla di WWE Backlash nel 2007.
Grazie anche al successo riscosso dai singoli, Daughtry venne certificato quattro volte disco di platino il 24 aprile 2008 (per poi arrivare, nel 2019, a sei dischi di platino). Il gruppo ricevette quattro nomination per i Grammy Award del 2004, nelle categorie "Best Pop Performance by a Duo or Group with Vocal", "Best Rock Album", "Best Rock Song" e "Best Rock Performance by a Duo or Group with Vocal".
Il 9 settembre 2008 l'album Daughtry venne pubblicato in Deluxe Edition, contenente il CD con quattro bonus tracks, ovvero le versioni acustiche di What About Now, It's Not Over, Home e la cover di Feels Like the First Time dei Foreigner, e un DVD con i cinque videoclip della band, due live clip e un documentario.

### Leave This TowneLeave This Town: The B-Sides(2009-2011)
Il 9 marzo 2009, Chris Daughtry annunciò sul proprio sito che la band aveva finito di registrare il nuovo album. Il 14 luglio 2009 venne pubblicato Leave This Town, secondo album della band.
Il primo singolo estratto, No Surprise, venne pubblicato il 5 maggio 2009 attraverso il sito ufficiale della band. Il gruppo suonò la canzone live il 6 maggio 2009 ad American Idol. Il secondo singolo estratto fu Life After You.
Leave This Town esordì nella prima posizione della Billboard 200 e vendette 269 000 copie nella prima settimana dalla pubblicazione. L'album raggiunse la prima posizione anche nella Digital Albums Chart e nella Rock Chart.
Con la pubblicazione di Leave This Town, Chris Daughtry divenne il primo artista di American Idol ad avere due album consecutivi alla posizione numero 1 (primato in seguito eguagliato da Carrie Underwood con Carnival Ride (2007) e Play On (2009).
Il 16 aprile 2010 il gruppo annunciò l'abbandono del batterista Joey Barnes e annunciò che Robin Diaz li avrebbe accompagnati alla batteria nel loro tour.
September fu il terzo singolo estratto dall'album e raggiunse la posizione numero 1 nella HAC radio chart, la posizione numero 18 nella Pop radio chart e alla posizione numero 36 nella Billboard Hot 100 La band pubblicò un EP intitolato Leave This Town: The B-Sides contenente delle bonus track.
Il 15 marzo 2010 è stato pubblicato l'EP Leave This Town: The B-Sides in copia digitale, mentre l'anno successivo è stato pubblicato in copia fisica con una traccia aggiuntiva.

### Break the Spell(2011-2012)
Il terzo album del gruppo, Break the Spell, venne pubblicato il 21 novembre 2011. La canzone Drown in You venne usata per la colonna sonora del videogame Batman: Arkham City.
Break the Spell esordì alla posizione numero 8 della Billboard Top 200 il 28 novembre 2011 con 129 000 copie vendute. Fino a gennaio 2012 l'album ha venduto 407 000 copie nei soli Stati Uniti. Il 26 gennaio, Crawling Back to You debuttò alla posizione numero 24 della Japan Hot 100. Renegade, Crawling Back to You e Outta My Head sono i tre singoli estratti dall'album. Il quarto singolo, Start of Something Good venne pubblicato il 4 settembre 2012.
I Daughtry commemorarono il Memorial Day del 2012 con una performance della canzone Home al West Lawn del Campidoglio a Washington durante il "PBS National Memorial Day Concert" il 27 maggio. Il 28 maggio, sul proprio profilo twitter, Chris Daughtry rivelò che la band era di nuovo in studio per delle registrazioni ma non disse per quale motivo la band stesse registrato di nuovo; pochi giorni dopo venne rivelato che la band stava registrando una versione acustica di Rescue Me per raccogliere proventi insieme alla DC Comics per l'Africa.
Il 24 settembre 2012 il gruppo annunciò che Josh Paul aveva abbandonato il gruppo.
(Josh Paul, daughtryofficial.com)
L'8 ottobre 2012 il gruppo annuncia che partirà per un tour con i 3 Doors Down negli USA.
Il 3 gennaio 2013, il gruppo annuncia, tramite il proprio sito ufficiale, che i proventi guadagnati dalla vendita del singolo Gone Too Soon saranno devoluti in beneficenza alle famiglie delle vittime della strage di Newtown

### BaptizedeIt's Not Over...The Hits So Far(2013-2018)
Il 19 novembre 2013 il gruppo ha pubblicato il quarto album in studio Baptized da cui sono stati estratti i singoli Waiting for Superman, pubblicato il 17 settembre, e Battleships, pubblicato il 12 maggio 2014.
Il 12 febbraio 2016 è stata pubblicata la raccolta It's Not Over...The Hits So Far.

### Cage to Rattle(2018)
Il 27 luglio 2018 è stato pubblicato il quinto album in studio Cage to Rattle.

### Masked Singere il sesto album (2019-presente)
Il 20 novembre 2019 Chris Daughtry ha rivelato su Instagram che la band ha iniziato a registrare il loro sesto album in studio e sta collaborando con il produttore Scott Stevens.
Il 18 dicembre 2019 Chris Daughtry ha rivelato di essere "Rottweiler" nella seconda stagione della serie TV americana The Masked Singer. Si è esibito cantando Alive di Sia nella finale, ed è stato pubblicato come singolo dalla band.

## Il nome della band
I Daughtry sono spesso considerati come un progetto esclusivo di Chris Daughtry; a tal proposito, Chris ha spiegato:

## Formazione

### Formazione attuale
- Chris Daughtry – voce, chitarra ritmica (2006-presente)
- Josh Steely – chitarra solista (2006-presente)
- Brian Craddock – chitarra ritmica, cori (2007-presente)
- Marty O'Brien – basso, cori (2022-presente)
- Elvio Fernandes – tastiera, cori (2012–presente)
- Jeremy Schaffer – batteria (2023–present)

### Ex componenti
- Jeremy Brady – chitarra ritmica, cori (2006-2007)
- Joey Barnes – batteria, cori (2006-2010)
- Robin Diaz – batteria (2010-2014)
- Josh Paul – basso, cori (2006-2012; 2013-2022)
- Brandon Maclin – batteria (2014, 2016–2023)

## Discografia

### Album in studio
- 2006 – Daughtry
- 2009 – Leave This Town
- 2011 – Break the Spell
- 2013 – Baptized
- 2018 – Cage to Rattle
- 2021 – Dearly Beloved

### Raccolte
- 2016 – It's Not Over...The Hits So Far

### EP
- 2010 – Leave This Town: The B-Sides

### Singoli
| Anno | Titolo                                         | Posizione massima | Posizione massima | Posizione massima | Posizione massima | Posizione massima | Posizione massima | Posizione massima | Posizione massima | Posizione massima | Posizione massima | Posizione massima | Album                           |
| Anno | Titolo                                         | US                | US Adult          | US Pop            | US AC             | US Main.          | US Alt.           | AUS               | CAN               | JPN               | NZ                | UK                | Album                           |
| ---- | ---------------------------------------------- | ----------------- | ----------------- | ----------------- | ----------------- | ----------------- | ----------------- | ----------------- | ----------------- | ----------------- | ----------------- | ----------------- | ------------------------------- |
| 2006 | It's Not Over                                  | 4                 | 1                 | 1                 | 18                | 5                 | 17                | 22                | 9                 | —                 | 8                 | —                 | Daughtry                        |
| 2007 | Home                                           | 5                 | 1                 | 3                 | 1                 | —                 | —                 | —                 | 7                 | —                 | 23                | —                 | Daughtry                        |
| 2007 | What I Want (feat. Slash)                      | —                 | —                 | —                 | —                 | 6                 | —                 | —                 | 93                | —                 | —                 | —                 | Daughtry                        |
| 2007 | Over You                                       | 18                | 3                 | 4                 | 16                | —                 | —                 | —                 | 16                | —                 | 26                | —                 | Daughtry                        |
| 2007 | Crashed                                        | —                 | —                 | —                 | —                 | 24                | —                 | —                 | —                 | —                 | —                 | —                 | Daughtry                        |
| 2008 | Feels Like Tonight                             | 24                | 1                 | 12                | 5                 | —                 | —                 | —                 | 30                | —                 | —                 | —                 | Daughtry                        |
| 2008 | What About Now                                 | 18                | 3                 | 19                | 3                 | —                 | —                 | —                 | 17                | —                 | —                 | 11                | Daughtry                        |
| 2009 | No Surprise                                    | 15                | 1                 | 9                 | 4                 | —                 | —                 | 34                | 13                | —                 | 22                | —                 | Leave This Town                 |
| 2009 | Life After You                                 | 36                | 4                 | 19                | 4                 | —                 | —                 | —                 | 34                | —                 | —                 | —                 | Leave This Town                 |
| 2010 | September                                      | 36                | 2                 | 20                | 2                 | —                 | —                 | —                 | 29                | —                 | —                 | —                 | Leave This Town                 |
| 2011 | Renegade                                       | —                 | —                 | —                 | —                 | —                 | —                 | —                 | 90                | —                 | —                 | —                 | Break the Spell                 |
| 2011 | Crawling Back to You                           | 41                | 6                 | —                 | 14                | —                 | —                 | —                 | 36                | 24                | —                 | —                 | Break the Spell                 |
| 2012 | Outta My Head                                  | —                 | 22                | —                 | —                 | —                 | —                 | —                 | —                 | —                 | —                 | —                 | Break the Spell                 |
| 2012 | Start of Something Good                        | —                 | 33                | —                 | —                 | —                 | —                 | —                 | —                 | —                 | —                 | —                 | Break the Spell                 |
| 2013 | Waiting for Superman                           | 66                | 11                | 40                | 15                | —                 | —                 | —                 | 51                | —                 | —                 | 80                | Baptized                        |
| 2014 | Battleships                                    | —                 | 20                | —                 | —                 | —                 | —                 | —                 | —                 | —                 | —                 | —                 | Baptized                        |
| 2016 | Torches                                        | —                 | —                 | —                 | —                 | —                 | —                 | —                 | —                 | —                 | —                 | —                 | It's Not Over...The Hits So Far |
| 2018 | Deep End                                       | —                 | —                 | —                 | —                 | —                 | —                 | —                 | —                 | —                 | —                 | —                 | Cage to Rattle                  |
| 2020 | World on Fire                                  | —                 | —                 | —                 | —                 | —                 | —                 | —                 | —                 | —                 | —                 | —                 | Dearly Beloved                  |
| 2021 | Heavy is the Crown                             | —                 | —                 | —                 | —                 | —                 | —                 | —                 | —                 | —                 | —                 | —                 | Dearly Beloved                  |
| 2021 | Changes are Coming                             | —                 | —                 | —                 | —                 | —                 | —                 | —                 | —                 | —                 | —                 | —                 | Dearly Beloved                  |
| 2023 | Separate Ways (Worlds Apart) (feat. Lzzy Hale) | —                 | —                 | —                 | —                 | —                 | —                 | —                 | —                 | —                 | —                 | —                 | N/A                             |
| 2023 | Artificial                                     | —                 | —                 | —                 | —                 | —                 | —                 | —                 | —                 | —                 | —                 | —                 | N/A                             |